# 이명익
이명익(李明翼, 1702년 - 1755년)은 조선후기의 문신이자 종친이며, 노론의 2문3사(二門三士) 중 한명이다.

## 생애
조선후기의 문신으로 본관은 전주, 휘는 명익(明翼), 자는 성보(聖輔), 호는 담존재(湛存齋)이다. 덕흥대원군의 7대손이며, 충정공 이홍술(李弘述)의 손자이다. 아버지는 통덕랑 증 이조참의(吏曹參議) 이세희(李世禧)이며, 생부는 도정궁(都正宮) 돈녕부도정(敦寧府都正) 증 이조참판(吏曺參判) 이세정(李世禎)이고, 생모는 부제학(副提學) 청송인(淸松人) 심유(沈攸)의 딸로 증 정부인 청송심씨(貞夫人 淸松沈氏)이다.
부인은 안동인(安東人) 권소(權韶)의 딸로 정부인 안동권씨(貞夫人 安東權氏)이다.
증 이조참판 세정의 5남으로 1702년(숙종 28) 5월 3일 탄생하였다. 1721년(경종 1) 신축(辛丑) 식년시(式年試) 진사 3등(三等) 40위에 급제하였다.
1722년(경종 2) 조부 충정공 이홍술(李弘述)과 형 이명좌(李明佐)와 임인사화(壬寅士禍)에 연루되어 서천(舒川)으로 유배되었다가 이해 9월 17일 배소(配所)를 이정(移定)하여 해남현(海南縣)에 정배하고 노비(奴婢)를 삼로 삼았다.
1725년(영조 1) 영조가 즉위 후 이해 3월 6일 연좌되었던 친족(親族)들을 모두 신원해주고 다시 서용되어 이해 5월 1일 제릉참봉(齊陵參奉)을 역임하고, 1751년(영조 27) 2월 2일 정릉참봉(貞陵參奉)에 제수되고, 이해 3월 25일 동몽교관(童蒙敎官)을 거쳐 도감감조관(都監監造官)이 되었다.
1752년(영조 28) 5월 22일 귀후별제(歸厚別提)를 거쳐 이해 9월 23일 공조좌랑(工曹佐郞)에 제수되었다.
1753년(영조 29) 3월 26일 홍천현감(洪川縣監)을 지내고, 1755년(영조 31) 5월 7일 향년 54세로 별세하였다. 이조참판(吏曺參判)에 증직되었다. 문장과 시를 잘지었다. 저서로는 이홍술가장(李弘述家狀) 등이 있다.

## 가족관계
- 조부 : 충정공 이홍술(李弘述, 1647년 - 1722년), 임인옥사 연좌.
- 생조부 : 이홍일(李弘逸, 1640년 - 1718년), 도정궁(都正宮) 사손(嗣孫)
- 아버지(양부) : 이세희(李世禧, 1680년 - 1715년)
- 어머니(양모) : 숙부인 청주한씨(淑夫人 淸州韓氏, 1677년 - 1762년), 첨추(僉樞) 청주인(淸州人) 한서갑(韓瑞甲)의 딸.
- 아버지(생부) : 이세정(李世禎, 1661년 - 1721년), 도정궁(都正宮) 사손(嗣孫)
- 어머니(생모) : 증 정부인 청송심씨(貞夫人 淸松沈氏, 1659년 - 1710년), 부제학(副提學) 청송인(淸松人) 심유(沈攸, 1620년 - 1688년)의 딸.
  - 형 : 이명좌(李明佐, 1681년 - 1722년), 임인옥사 연좌.
  - 형 : 이명회(李明會, 1685년 - 1727년), 도정궁(都正宮) 사손(嗣孫), 임인옥사 연좌.
  - 형 : 이명진(李明晋, ?년 - 1712년)
  - 형 : 이명협(李明協, 1694년 - 1716년)
  - 녀 : 한양인(韓陽人) 조종하(趙鍾夏)에게 출가.
  - 녀 : 칠원인(漆原人) 윤덕순(尹德純)에게 출가.
- 후실(父)
  - 이복녀 : 청주인(淸州人) 한성도(韓聖度)에게 출가.
- 부인 : 정부인 안동권씨(貞夫人 安東權氏, 1702년 - 1759년), 안동인(安東人) 권소(權韶)의 딸.
  - 장남 : 이형덕(李亨德, 1721년 - 1746년)
  - 2남 : 이형규(李亨逵, 1733년 - 1789년)
    - 손자 : 이방(李汸, 1753년 - 1819년), 백부(伯父) 선전관(宣傳官) 이형덕(李亨德)에게 출계.
    - 손자 : 이황(李潢, 1755년 - 1838년)
    - 손자 : 이당(李溏, 1758년 - 1819년)

  - 장녀 : 남양인(南陽人) 홍주익(洪柱翼)에게 출가.
  - 2녀 : 은진인(恩津人) 송환복(宋煥復)에게 출가.
  - 3녀 : 임천인(林川人) 조학성(趙學聖)에게 출가.
  - 4녀 : 임천인(林川人) 조학량(趙學良)에게 출가.

## 같이 보기
- 이홍술
- 이명좌
- 이명회
- 이세복
- 임인옥사